# Ștefan cel Mare (Argeș, Rumunjska)
Ștefan cel Mare općina je u županiji Argeș u Rumunjskoj. U općinu spadaju dva sela Glavacioc i Ștefan cel Mare.